# Guillaume Métayer
 (juillet 2025).
 (juillet 2025).
Guillaume Métayer, né à Paris en 1972, est un poète, historien de la littérature et traducteur français.

## Biographie
Guillaume Métayer naît en 1972 à Paris.
Agrégé de lettres classiques, ancien élève de l'École normale supérieure, il enseigne d'abord à l'Université de Cambridge puis à la Sorbonne.
Il devient chercheur au Centre de recherche en langue et littérature françaises (Sorbonne Université).

## Activité
Traducteur de littérature hongroise allemande et slovène, membre de la revue Po&sie et chercheur  au CNRS. Il est membre du Centre de recherche sur la langue et la littérature françaises (CELLF). Ses recherches portent sur la littérature comparée (française, allemande, hongroise) et se spécialisent dans les rapports entre littérature et philosophie.
Son premier recueil de poèmes, Fugues , est publié en 2002 aux Éditions Aumage, dans lequel il traite du rapport entre la musique et le temps. Il aussi publié depuis trois recueils de poèmes, dont Libre jeu (Caratères), un recueil de sonnets. Depuis des décennies, il traduit les œuvres d'auteurs de la littérature hongroise, tels que János Garay, Attila József, Gyula Krúdy, István Kemény, Sándor Petőfi, Ágnes Nemes Nagy, Ágnes Heller et Krisztina Tóth.
En 2011, il publie aux Éditions du Félin son livre Anatole France et le nationalisme littéraire : scepticisme et tradition, pour lequel il reçoit le prix de la Revue des deux Mondes. Il a publié sa monographie Nietzsche et Voltaire en mai 2011 chez Flammarion. Pour écrire ce livre, Métayer s'est plongé dans l'œuvre du penseur allemand pour tenter de retrouver des traces de l'auteur de Candide ou de l'Optimisme. Voltaire a-t-il inspiré Nietzsche ? C'est la question qu'il pose dans son ouvrage, pour lequel il a reçu le prix Émile Perreau-Saussine, qui récompense chaque année le travail d'un chercheur en sciences humaines de moins de quarante ans.
- Fugues : poèmes, Paris, Aumage, 2002
- Libre Jeu, préface de Michel Deguy, dessins d'Alfred Bruckstein, Paris : Caractères, 2017
- Mains positives, La rumeur libre, 2024. Prix Louis-Guillaume du poème en prose.
- Amis devenus, La rumeur libre, 2025.
- Karol Beffa, Aleksi Cavaillez et Guillaume Métayer : Ravel. Un imaginaire musical, roman graphique, Paris : Seuil/Delcourt, 2019 (mention spéciale du jury du Prix Livres & Musiques de Deauville 2020)

### Ses poèmes en traduction hongroise
- Türelemüveg [Bouteille de patience] ; trad. et postface András Imreh, István Kemény, Krisztina Tóth ; Budapest, Magvető, Budapest, 2018.

### Livres d'histoire littéraire
- Anatole France et le nationalisme littéraire : Scepticisme et tradition, Paris : Le Félin, 2011
- Nietzsche et Voltaire : De la liberté de l'esprit et de la civilisation, préface de Marc Fumaroli, Paris : Flammarion, 2011
- A comme Babel, Sainte-Colombe-sur-Gand : La Rumeur libre, 2020
- À la recherche d'un polymathe oublié, Camille Benoit, La Rumeur libre, 2024.

### Traductions
- István Kemény : Deux fois deux : Poèmes, trans. du hongrois et de la presse. par Guillaume Métayer, Paris : Caractères, 2008
- Attila József : Ni père ni mère, traduit et présenté par Guillaume Métayer, Paris : Ed. Sillage, 2010
- Sándor Petőfi : Nuages : précédé de Féerie, Le dernier homme et Le fou, trans. et appuyez sur. par Guillaume Métayer, Paris : Sillage, 2013
- GyulaKrúdy : Le Coq de Madame Cléophas, traduit par Guillaume Métayer et Paul-Victor Desarbres, Préface d'András Kányádi, Strasbourg, Circé, 2013
- Krisztina Tóth : Code Barres, trad. du hongrois par Guillaume Métayer, Paris : Gallimard, 2014
- Budapest 1956, la révolution vue par les écrivains hongrois, trans. du hongrois par Guillaume Métayer, Paris, Le Félin, 2016
- János Garay, : Háry János, le vétéran, trans. du hongrois par Guillaume Métayer, préf. Karol Beffa, postface Guillaume Métayer, Paris, éditions du félin, 2018
- Ágnes Nemes Nagy (avec Anna Tüskés), Les chevaux et les anges, 2022.
- István Kemény, Nil et autres poèmes, La Rumeur libre, 2022.
- Nietzsche, Friedrich, Poèmes complets, édition bilingue, « Bibliothèque allemande », Les Belles Lettres, 2019.
- Aleš Šteger, Le livre des choses (avec Matthias Rambaud), Circé, 2017.
- Aleš Šteger, Au-delà du ciel sous la terre, Gallimard, 2024.

### Prix
- 2011, Prix Revue des Deux Mondes [1]
- 2011, Prix Émile Perreau-Saussine [2]
- 2011, Prix Henri de Régnier
- 2011, Prix Nicole Bagarry-Karátson [3]
- 2022, Prix de traduction du PEN-Club
- 2023, Prix Roger Caillois
- 2024, Prix Alain Bosquet

- (hu) « Guillaume Métayer: Egy párhuzamos, szabadabb élet », Litera – az irodalmi portál (consulté le 2 août 2021)